# ポンタッシエーヴェ
ポンタッシエーヴェ（伊: Pontassieve）は、イタリア共和国トスカーナ州フィレンツェ県にある、人口約20,000人の基礎自治体（コムーネ）。

## 地理

### 位置・広がり

#### 隣接コムーネ
隣接するコムーネは以下の通り。
- バーニョ・ア・リーポリ
- ボルゴ・サン・ロレンツォ
- ディコマーノ
- フィエーゾレ
- ペーラゴ
- リニャーノ・スッラルノ
- ルーフィナ
- ヴィッキオ

### 気候分類・地震分類
ポンタッシエーヴェにおけるイタリアの気候分類 (it) および度日は、zona D, 1928 GGである。
また、イタリアの地震リスク階級 (it) では、zona 3 (sismicità bassa) に分類される。

## 行政

### 分離集落
ポンタッシエーヴェには以下の分離集落（フラツィオーネ）がある。
- Acone, Colognole, Doccia, Fornello, Le Falle, Le Sieci, Molino del Piano, Montebonello, Monteloro, Santa Brigida

## 姉妹都市
- ズノイモ、チェコ
- Saint-Genis-Laval、フランス
- グリースハイム、ドイツ

友好都市協定を、ティファリティ、ベレンと結んでいる。